# В опасном положении (Легенда о Корре)
«В опасном положении» (англ. In Harm’s Way) — четвёртый эпизод третьего сезона американского мультсериала «Легенда о Корре».

## Сюжет
Захир со своей бандой освобождает последнего её члена, его возлюбленную, способную испускать взрывы из третьего глаза. Родственники Мако и Болина прощаются с ними, и те, получив свои паспорта, возвращаются в верхнее кольцо Ба-Синг-Се. Корра злится на Царицу Земли за обман, и пришедшие братья рассказывают, что правительница похищает магов воздуха для своей армии. Затем к ним является сама царица и врёт, что магов видели в провинции Янь, намекая команде Аватара улетать туда. Однако Асами говорит, что им придётся задержаться на денёк под предлогом поломки дирижабля. Команда решает спасти магов, и Мако полагает, что они под озером Лаогай, которое когда-то использовалось Дай Ли для тёмных дел. Джинора решает попасть туда в виде духа, чтобы осмотреться. Тем временем Дай Ли тренирует магов воздуха. Кай проявляет доброту по отношению к одному слабому товарищу, но ему говорят быть жёстче. Дух Джиноры осматривает, что под озером, но не видит там ничего криминального. Они не знают, где искать, и тогда Корра предлагает девочке найти Кая как её, через особую энергетическую связь, заметив, что мальчик нравится Джиноре. Кай снова помогает слабаку и огрызается с командиром, затем атакуя его магией воздуха, за что его отправляют в карцер. Туда к нему является дух Джиноры и говорит, что их спасут. Вылетев из подземелья, она видит храм Царицы Земли.
Команда планирует атаку на подземелье, и к ним является Лин Бейфонг, которой пришло сообщение от Зуко о побеге банды Захира. Она и Тензин рассказывает Корре, что эти опасные преступники пытались похитить её в детстве, потому Аватара так сильно оберегали в дальнейшем. За 13 лет им не удалось выявить мотивов банды. Лин говорит Корре возвращаться в Республиканский город, но она не желает, пока не вызволит магов воздуха. Ночью команда проникает на военную базу. Мако, Болин и Джинора идут искать Кая, а Корра, Тензин и Буми — магов воздуха. Последние освобождают невольных рядовых армии царицы, и Буми сообщает эту информацию Лин и Асами, которые летят к ним на дирижабле. Остальные находят Кая, и Джинора целует его в щёчку при встрече. Он извиняется перед Болином и Мако за проступок, и они убегают, но натыкаются на Дай Ли. Тензин, Корра, Буми и маги воздуха тоже встречают Дай Ли, а также царицу. Она требует их сдаться, ибо те люди — подданные её царства, но прилетает дирижабль, и все сбегают на нём. Мако, Болин, Кай и Джинора, одолевшие своих противников, также садятся на воздушное судно. Наутро Тензин говорит магам воздуха сделать выбор, и все решают полететь с ним в храмы воздуха. Корра прощается с наставником, и они разлетаются.

## Отзывы

Динамика оценок IGN к эпизодам 3 сезона мультсериала

Макс Николсон из IGN поставил эпизоду оценку 9 из 10 и написал, что «четвёртая серия Книги Третьей значительно усилила экшн и началась с прекрасно анимированного побега из тюрьмы». Оливер Сава из The A.V. Club дал эпизоду оценку «A-» и отметил, что «„В опасном положении“ завершает арку Ба-Синг-Се поворотным моментом для новых воздушных кочевников».
Майкл Маммано из Den of Geek вручил серии 5 звёзд из 5 и посчитал, что «этот эпизод от начала до конца был потрясным». Главный редактор The Filtered Lens, Мэтт Доэрти, поставил серии оценку «A» и написал, что «„В опасном положении“ закончился трогательной нотой, когда маги воздуха согласились отправиться с Тензином в Северный храм воздуха».
Мордикай Кнод из Tor.com похвалил актёрскую работу Генри Роллинза, озвучивающего Захира, назвав её «отличной». Мэтт Пэтчес из ScreenCrush похвалил режиссёра Мела Цвайера, отметив, что он «демонстрирует замечательную сдержанность: низкие углы, широкие кадры, неразрывный экшн». Рецензенту было «приятно снова видеть Десну и Эску в действии», и он также сравнил Лин Бейфонг с Человеком-пауком, а Минь-Хуа с Веномом.
Эпизод собрал 1,19 миллиона зрителей у телеэкранов США.